# زي إدجيل
زي إدجيل (بالإنجليزية: Zee Edgell)‏‏ (21 أكتوبر 1940 في مدينة بليز - ) روائية، وصحفية من بليز.

## الجوائز
- عضو رتبة الإمبراطورية البريطانية

## روابط خارجية
- زي إدجيل على موقع الموسوعة البريطانية (الإنجليزية)